# Psammocora
Psammocora es el único género de corales de la familia Psammocoridae, que pertenece al grupo de los corales duros, orden Scleractinia.
Su inclusión en la actual familia es reciente (Stefani et al., 2008; Benzoni et al. 2010), dado el que ha estado enmarcado en la familia Siderastreidae, hasta que la realización de estudios morfológicos, mediante microscopio digital, y análisis moleculares, evidenciaron sus claras diferencias con esa familia.

## Especies
El Registro Mundial de Especies Marinas acepta las siguientes especies, habiendo valorado su estado de conservación la UICN:
- Psammocora albopicta . Benzoni, 2006. Estado: Datos deficientes ver.3.1.
- Psammocora contigua . (Esper, 1794). Estado: Casi amenazada ver.3.1.
- Psammocora digitata . Milne Edwards & Haime, 1851. Estado: Casi amenazada ver.3.1.
- Psammocora haimiana . Milne Edwards & Haime, 1851. Estado: Casi amenazada ver.3.1.
- Psammocora profundacella . Gardiner, 1898. Estado: Preocupación menor ver.3.1.
- Psammocora stellata . Verrill, 1866. Estado: Casi amenazada ver.3.1.
- Psammocora verrilli . Vaughan, 1907. Estado: Preocupación menor ver.3.1.
- Psammocora interstinctus Claereboudt, 2006 (nomen nudum)
- Psammocora ramosa Claereboudt, 2006 (nomen nudum)

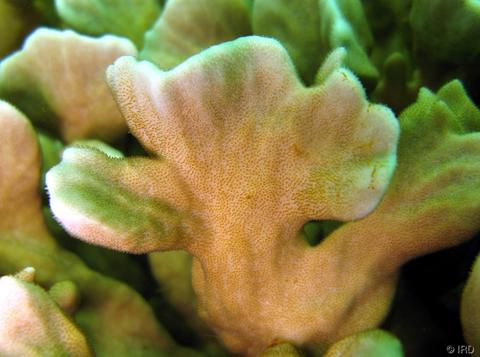
Psammocora contigua
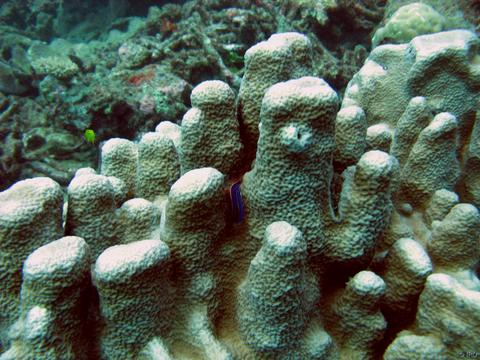
Psammocora digitata
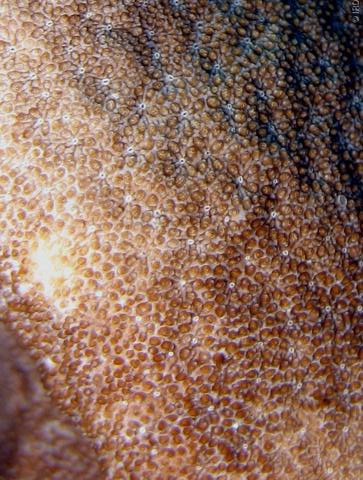
Psammocora haimiana
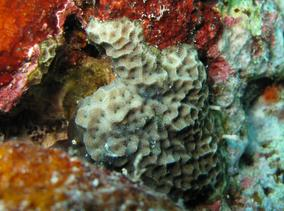
Psammocora profundacella
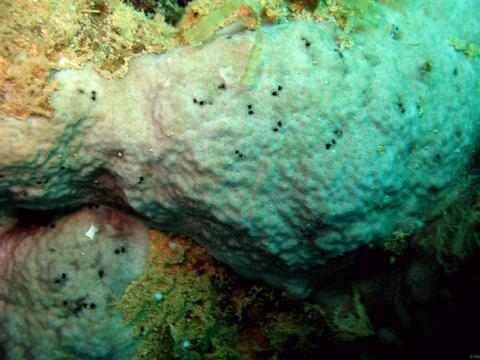
Psammocora verrilli

## Morfología
Las colonias pueden ser en forma ramificada, incrustante, frondosa o masiva. Este coral es cerioide, que significa que comparte paredes de los coralitos, mezclándose, y sin coenosteum, o parte del esqueleto de la colonia entre los coralitos.
La superficie de la colonia es suave o ligeramente granular al tacto, y, en la mayoría de los casos, con pequeñas colinas que tienen pocos milímetros de alto y son de tamaño variable, pudiendo ser bajas y redondeadas, o altas y afiladas. Estas protuberancias encierran uno o más cálices de coralito, siendo una característica distintiva del género. Los cálices tienen unos 2 mm de diámetro y están dispuestos muy juntos. Los septa son numerosos y apenas visibles al ojo humano, convergen hacia el centro del cáliz, formando intrincados patrones.
Los tentáculos miden entre 1 y 2 mm de largo, y son retráctiles al tacto. Normalmente extiende sus tentáculos durante el día, formando una densa capa sobre el corallum, o esqueleto de la colonia. Los colores oscilan, según la especie, del marrón al verde.

## Hábitat y distribución
Habitan en diversas partes del arrecife, aunque son más comunes en las laderas frontales. Normalmente las colonias se encuentran aisladas, pero las formas pequeñas foliadas pueden crecer profusamente.
Su rango de profundidad está entre 0 y 137 m, y su rango de temperatura, entre 21.19 y 28.98 °C.
Se distribuyen ampliamente en el océano Indo-Pacífico, desde las costas orientales de África, incluyendo el mar Rojo, hasta Oceanía, y las islas Hawái.

## Alimentación
Los pólipos contienen algas simbióticas; mutualistas (ambos organismos se benefician de la relación) llamadas zooxantelas. Las algas realizan la fotosíntesis produciendo oxígeno y azúcares, que son aprovechados por los pólipos, y se alimentan de los catabolitos del coral (especialmente fósforo y nitrógeno). Esto les proporciona entre el 70 y el 95% de sus necesidades alimenticias. El resto lo obtienen atrapando plancton microscópico y materia orgánica disuelta en el agua.

## Reproducción
Se reproducen asexualmente mediante gemación, y sexualmente, lanzando al exterior sus células sexuales. En este tipo de reproducción, la mayoría de los corales liberan óvulos y espermatozoides al agua, siendo por tanto la fecundación externa. Los huevos una vez en el exterior, permanecen a la deriva arrastrados por las corrientes varios días, más tarde se forma una larva plánula que, tras deambular por la columna de agua marina, y en un porcentaje de supervivencia de, aproximadamente, el 20 %, cae al fondo, se adhiere a él y comienza su transformación a pólipo. El pólipo genera un esqueleto cálcico, llamado coralito, y posteriormente, se multiplica asexualmente mediante gemación, lo que conforma la colonia coralina.